# Бой при Дюббёль-банке (1849)
Бой при Дюббёль-банке или при Сундеведе между датскими и немецкими войсками произошёл в апреле 1849 года во время Датско-немецкой войны.
После прекращения перемирия между воюющими сторонами 3 апреля 1849 года датские войска, располагавшиеся на острове Альс, переправившись, захватили позицию на Дюббёль-банке (дюббёльских высотах).

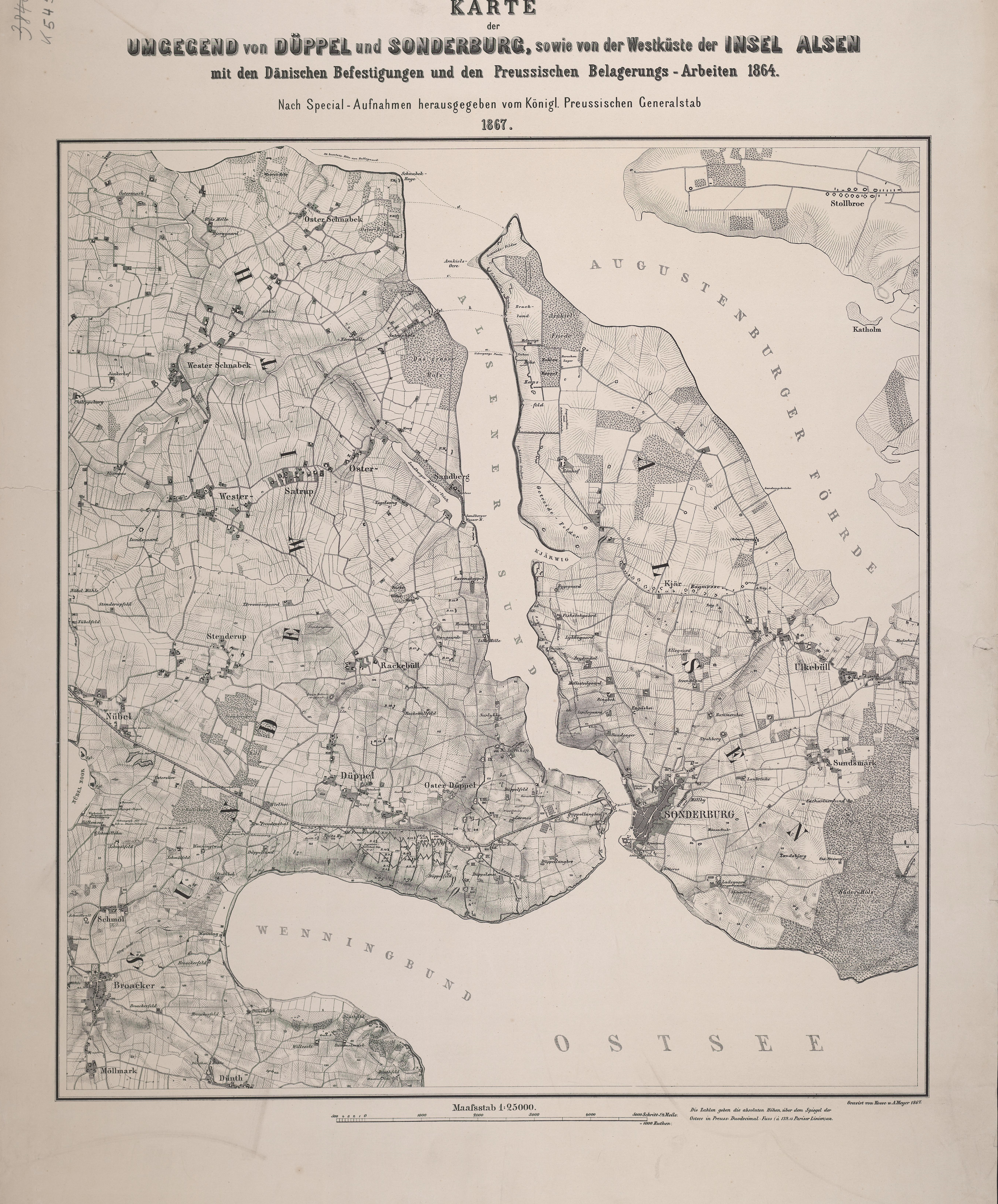
Театр военных действий.

Командующий немецкими союзными войсками генерал-лейтенант Карл фон Притвиц хотел, прежде чем продолжить наступление вдоль полуострова Ютландия, вернуть Дюббёль-банке. Когда он получил информацию об отступлении главных датских сил на север полуострова, 9 апреля он приказал авангарду 1-й и 2-й дивизий выдвинуться, соответственно, к Нюбёлю и Сотрупу, а затем выдвинул аванпосты к церкви Дюббёль и Рагебёлю. Основные силы обеих дивизий сосредоточились позади Грастена и Бланса. Штаб-квартира Притвица находилась в Кидинге.
О подходе войск противника 12 апреля стало известно датскому командованию на Альсе, и поэтому генерал Фредерик фон Бюлов приказал усилить позиции у Дюббёля частями, переброшенными с острова. В этот же день генерал фон Притвиц провел рекогносцировку Дюббёль-банке и приказал атаковать её 13 апреля.
Перед рассветом, в 4 утра, 13 апреля союзные войска (баварцы, саксонцы, гессенцы и ганноверцы), общей численностью 11 000, двинулись в атаку на укрепления на дюббёльских высотах. Так как было еще темно, наступавшие войска не могли быть подвергнуты обстрелу с датских канонерских лодок и шлюпов, стоявших в заливе Веммингбунд и альсенском проливе. После непродолжительного боя были заняты четыре главных шанца, и датчане, уведя с собой пушки, отступили к сённерборгскому мосту, прикрываемому тет-де-поном.
Когда с рассветом немецкая пехота двинулась вперед к проливу Альсенсунд по склону высот, обращенных к Сённерборгу, то попала под выстрелы с береговых батарей, канонерских лодок и сённерборгского тет-де-пона и в течение часа подвергалась обстрелу. Две саксонские батареи, прибывшие на поддержку, также попали под сосредоточенный артогонь датчан и были вынуждены отойти. Попытка немецкой пехоты продолжить наступление в ротных колоннах была отбита датчанами огнем из ружей, стрелявших остроконечными пулями Минье.
Продолжить наступление на тет-де-пон, снабженный частоколом и блокпостами, не входило в планы немецкого командования — с овладением высотами Дюббёль-банке оно добилось того, к чему стремилось — поэтому генерал Притвиц приказал отвести войска на захваченные высоты.
Около семи утра датчане силами одного батальона предприняли контратаку с целью вернуть часть шанцев, но в завязавшемся ожесточённом бою в районе хутора Дюббёль-Мёлле, продолжавшемся около трёх часов и проходившем с переменным успехом, были отбиты.
Только во второй половине дня бои прекратились, за время которых Дюббёль-Мёлле и окружающие фермы были подожжены батареями с Альса и канонерскими лодками с бухты Веммингбунд.
После того, как немцы овладели Дюббёль-банке, они немедленно начали укреплять и без того очень сильную позицию посредством полевых укреплений. Непосредственно на позиции и за ней расположились бивуаки 4 батальонов и одна батарея, а позади них в Дюббёле и Рагебёле располагались 6 батальонов и одна батарея, в то время как другие части 1-й и 2-й дивизий занимали рассредоточенный плацдарм дальше в тылу. Так как противник занял временно чисто оборонительную позицию, датчане сократили численность своих частей в Сундеведе до одного батальона.
С датской стороны 13 апреля погибли 18 человек, 56 были ранены, 4 пленены. Потери немцев составили убитыми 37, ранеными 155 человек.